# 塔利东路站
塔利东路站（蒙古语：ᠲᠠᠪᠤᠨ ᠲᠣᠯᠣᠭᠠᠢ ᠵᠡᠭᠦᠨ ᠵᠠᠮ）是呼和浩特地铁2号线的地铁车站，位于中华人民共和国内蒙古自治区呼和浩特市新城区万通路街道成吉思汗东街与塔利东路交叉口西侧地下，为2号线北端终点站，亦是呼和浩特地铁系统中目前最北端的车站，于2020年10月1日開通运营。

## 车站结构
塔利东路站位于成吉思汗东街与塔利东路交叉口西侧，成吉思汗东街北侧，呈东西向布置，长483米，标准段宽度22.8米，为地下一层侧式车站，车站出入口及站厅位于地面。
| 地面              | 站厅及出入口 | B-C出入口、客服中心、自动售票机、验票机                                                                                   |
| 地下一层          | 站台层       | \| 側式 · 開右邊车门 \| \| \| \| \| \| █ 2号线往阿尔山路（新店） \| \| \| \| █ 2号线落客 \| \| 側式 · 開右邊车门 \| \| \| |
| 側式 · 開右邊车门 |              | |
|                   |              | █ 2号线往阿尔山路（新店）                                                                                                 |
|                   |              | █ 2号线落客 |
| 側式 · 開右邊车门 |              | |

## 车站出口
塔利东路站共设2个出口，各出口及周围设施如下所示：
| 出口编号            | 照片 | 地点                 | 可到达目的地                       |
| ------------------- | ---- | -------------------- | ---------------------------------- |
| B · 出口 · （设有） |      | 成吉思汗东街（北侧） | 呼和浩特实验中学分校(塔利小学校区) |
| C · 出口 · （设有） |      | 成吉思汗东街（北侧） | 塔利新村                           |
| 图例： 设有         |      |                      |                                    |

## 接驳交通

### 公交车
- 通和驾校科三考场：39路、110路、S5路

## 历史
- 2017年11月13日，车站主体结构封顶[3]。
- 2020年10月1日，本站随2号线通车一同开通[1]。